# Eunicea multicauda
Eunicea multicauda är en korallart som först beskrevs av Jean-Baptiste Lamarck 1816.  Eunicea multicauda ingår i släktet Eunicea och familjen Plexauridae. Inga underarter finns listade i Catalogue of Life.